# 新海英一
新海 英一（しんかい えいいち、1892年 - 1986年）は、日本の経営者。古河鉱業社長、会長、日本鉱業協会会長などを務めた。

## 来歴・人物
山梨県中巨摩郡玉幡村出身。1915年に東京高等商業学校（現一橋大学）を卒業し、同年に古河合名会社に入社。
1946年に追放指定された岡田完二郎に代わり古河鉱業代表取締役社長に就任。1954年北海道開発審議会委員。1958年経済審議会臨時委員。1959年水質審議会委員。
日本鉱業協会会長なども務め、1961年に古河鉱業代表取締役会長に就任した。1962年に鉱業審議会が発足すると会長に就任した。同年藍綬褒章受章。
1964年雇用審議会委員。1966年産炭地域振興事業団（のちの地域振興整備公団）理事長、経済審議会委員。1971年勲二等旭日重光章受章。1986年正四位。

## 親族
妻のていは第十国立銀行取締役などを務めた雨宮五郎の孫。二男・厚男の妻・宏子は、日本飛行機社長などを務めた鷹崎正見の長女。